# 中国人民解放军国防科技大学空天科学学院
中国人民解放军国防科技大学空天科学学院，位于湖南省长沙市开福区德雅路109号，隶属中国人民解放军国防科技大学。

## 沿革
学院的前身是中国人民解放军军事工程学院导弹工程系。1956年7月，军事工程学院在全院选调两个班的学员转入导弹工程专业学习，1959年正式组建导弹工程系。1970年，导弹工程系随军事工程学院南迁长沙。1978年中国人民解放军国防科学技术大学成立后，设中国人民解放军国防科学技术大学应用力学系。1984年12月，经中央军委批准，应用力学系更名为中国人民解放军国防科学技术大学航天技术系。1986年12月，经中央军委批准，航天技术系兼研究所。1999年，航天技术系扩建为中国人民解放军国防科学技术大学航天与材料工程学院。2013年，更名为中国人民解放军国防科学技术大学航天科学与工程学院。
至2017年改革前，学院已形成以3个一级学科（航空宇航科学与技术、材料科学与工程、力学）为主体的学科布局。2017年改革前，学院有3个博士后科研流动站，10个博士学科授权点，15个硕士学科授权点，4个技术类本科专业、4个指挥类本科专业，研究生培养横跨6个一级学科。学院拥有航空宇航推进理论与工程国家级重点学科，飞行器设计国家重点（培育）学科，航空宇航科学与技术、材料科学与工程、力学3个湖南省重点一级学科。在2012年全国学科评估中，航空宇航科学与技术学科位居全国第二名。学院主要承担航空航天和新材料领域高素质人才培养、基础研究、关键技术攻关、新型航天装备研制任务。
2017年，在深化国防和军队改革中，调整组建中国人民解放军国防科技大学，下设中国人民解放军国防科技大学航天科学与工程学院。

## 历任领导
中国人民解放军国防科学技术大学航天科学与工程学院
| 院长 …… - 王振国 大校（2001年7月—2009年） - 张为华 大校（2009年—2015年） - 陈小前 大校（2015年—2017年） | 政治委员 …… - 乐道斌 少将（2001年—2004年6月） - 李光辉 少将（？—？） - 吕泉清 大校（？—2015年） - 夏志和 大校（2015年—2017年） |

中国人民解放军国防科技大学航天科学与工程学院
| 院长 - [[]]（2017年—） | 政治委员 - [[]]（2017年—） |